# Hela Sverige bakar, säsong 11 (2022)
Den elfte säsongen av Hela Sverige bakar spelades återigen in på Taxinge-Näsby slott. Likt föregående säsong sändes programmet på TV4, med start den 21 september 2022  med programtiden 21:00 på onsdagar. Programledare är Tina Nordström och Johan Östling samt jurymedlemmarna Johan Sörberg och Elisabeth Johansson.

## Deltagare
| Deltagare            | Ålder | Bostad          | Sysselsättning     | Resultat |
| -------------------- | ----- | --------------- | ------------------ | -------- |
| Amelia Lidgren       | 25    | Umeå            | Kurir              |          |
| Andreas Wendelin     | 37    | Västerås        | Kock               |          |
| Emma Karlsson        | 32    | Ålberga         | Vårdbiträde        |          |
| Mia Ottosson         | 25    | Trelleborg      | Makeup artist      |          |
| Erika Jureskog       | 40    | Stockholm       | Brand Manager      |          |
| Lovisa Wikberg       | 24    | Stockholm       | Studerande         |          |
| Olinela D'Altri      | 37    | Malmö           | Yogalärare         |          |
| Petra Eriksson       | 30    | Stockholm       | Egen företagare    |          |
| Daniel Svensson      | 46    | Scottsdale, USA | Massageterapeut    |          |
| Elias Wärme          | 19    | Borås           | Lärarvikarie       |          |
| Malin Poyato D Höher | 49    | Habo            | Barnundersköterska |          |
| Sophie Dahlbäck      | 35    | Hjärup          | Studerande         | Vinnare  |

## Källhänvisningar
1. ↑  ”Här är årets deltagare i Hela Sverige bakar 2022”. Köket. https://www.koket.se/har-ar-arets-deltagare-i-hela-sverige-bakar-2022. Läst 1 juli 2025.
2. ↑  ”Här är årets deltagare i Hela Sverige bakar 2022”. köket.se. https://www.koket.se/har-ar-arets-deltagare-i-hela-sverige-bakar-2022. Läst 1 juli 2025.
3. ↑  ”Sophie Dahlbäck vann ”Hela Sverige bakar””. Aftonbladet. https://www.aftonbladet.se/nojesbladet/a/69Pj83/hela-sverige-bakar-2022-sophie-dahlback-arets-vinnare. Läst 1 juli 2025.